# Le due orfanelle (película de 1954)
Le due orfanelle («Las dos huérfanas» en italiano) es una película de melodrama histórico italo-francesa de 1954 dirigida por Giacomo Gentilomo y protagonizada por Myriam Bru, Milly Vitale y André Luguet. Se basa en la obra de 1874 Les deux orphelines de Adolphe d'Ennery y Eugène Cormon, siendo una de las numerosas adaptaciones cinematográficas que recibió. Se rodó en Eastmancolor, con decorados diseñados por el director de arte Virgilio Marchi. 

## Argumento
Dos jóvenes, Luisa y Enrichetta, llegan a París en medio de la Revolución francesa, obligadas por los acontecimientos a separarse, se reencontrarán después de haber enfrentado numerosas dificultades y adversidades.

## Reparto
- Myriam Bru como Enrichetta Gérard.
- Milly Vitale como Luisa.
- André Luguet como Conde de Linières.
- Franco Interlenghi como Caballero Roger de Vaudrey.
- Jacques Castelot como Marqués de Presles.
- Gabrielle Dorziat como La Frochard.
- Andrea Checchi como Capitán Marrest.
- Adriana Benetti como Thérèse.
- Mirko Ellis como Jacques Frochard.
- Bianca Maria Fusari como Marianne Vauthier.
- Giuseppe Porelli como Duque en la fiesta.
- Paolo Poli como Pierre Frochard.
- Sandro Ruffini como Doctor Martin.
- Alessandro Fersen como Michel Gérard.
- Miranda Campa como Madre Superiora.
- Carlo Duse
- Nadia Gray como Diane de Vaudrey, condesa de Linières.
- Charles Fawcett
- Ileana Lauro
- Franco Fantasia como Amigo de Roger de Vaudrey
- Hedda Linton
- Andreina Zani
- Sue Ellen Blake como Prostituta en la cárcel.
- Alberto Farnese